# Венера й Амур (Лукас Кранах Старший)
«Венера й Амур» — низка картин німецького художника доби Відродження Лукаса Кранаха Старшого. Митець писав роботи з Венерою та Амуром, принаймні, з 1509 року (версія, яка зберігається в петербурзькому Ермітажі). До того ж року відносять і створену художником гравюру на дереві на аналогічний сюжет, один із відбитків якої зберігається в Британському музеї в Лондоні. Відомо більше 15 версій картини авторства самого Кранаха та його майстерні з фігурами в різних позах і відмінностями в деталях.
Картина зображує оголену давньоримську богиню кохання Венеру в супроводі Амура-дитини з луком.
«Венера й Амур» Лукаса Кранаха Старшого є першим зображенням оголеної античної богині в німецькому живописі (раніше в оголеному вигляді зображували тільки Єву) та першою роботою митця на тему з античної міфології. Картина демонструє інтерес Кранаха до італійського мистецтва Відродження, де як раз приблизно в цей же час відбувалося становлення образу Венери як еталону жіночої краси.
Лукасу Кранаху Старшему належить ще одна серія картин із Венерою та Амуром — «Амур жаліється Венері» (або «Венера й Амур, який украв стільники»).

## Історія
Лукас Кранах Старший почав виявляти особливу цікавість до Античності й писати роботи на античні сюжети після повернення з поїздки 1508 року до Нідерландів. Можливо, свою роль відіграло й захоплення незвичайними для німецького живопису того періоду зображеннями оголених чоловіків та жінок, створених Дюрером. Наслідком цього було написання великої кількості полотен на теми античної міфології з оголеною натурою, першою з яких стала картина «Венера й Амур» (експонується в петербурзькому Ермітажі), яка є першим зображенням оголеної античної богині в німецькому живописі (раніше в оголеному вигляді зображували тільки Єву).

## Опис
Картина зображує оголену давньоримську богиню кохання Венеру в супроводі також оголеного Амура-дитини з луком та стрілами (або ж просто з луком). На всіх версіях Венера розташована праворуч, а Купідон — ліворуч, відмінності полягають у позах фігур, тлі та деталях.
Темне тло більшості варіантів дозволяє передати золотисто-жовте світло, яке випромінюють фігури.

## Версії
Відомо більше 15 версій картини авторства самого Кранаха та його майстерні й послідовників з фігурами в різних позах і відмінностями в деталях.
У версія 1509 року, яка експонується в Ермітажі, митець використовує класичне трактування людських тіл та передачі простору. Чорноволоса Венера стоїть у невимушеній позі, схиливши голову набік та притримуючи кучерявого Амура, який натягнув тятиву лука, готуючись випустити стрілу. Оголене тіло богині «прикриває» прозора стрічка, ніби виділяючи місця, що варто прикривати. Інтерес до мистецтва італійського Ренесансу з'єднується в картині з суворою релігійною мораллю німецького гуманізму — напис латиною у верхній частині полотна застерігає: «Всіма силами жени Купідонову хтивість, Інакше твоєю засліпленою душею заволодіє Венера». Автором двовірша був, ймовірно, хтось з Віттенберзьких гуманістів, друзів художника. Митець відмовився від складної розробки кольору, підкреслено пластичні тіла монументально виступають на чорному тлі. Єдині яскраві плями на полотні — намиста, бірюзові на шиї Венери, червоні — Амура.
Тим же 1509 роком датують і гравюру на дереві, створену Лукасом Кранахом Старшим на цей же сюжет: Венера із шарфом у лівій руці на тлі пейзажу ступає по хмарах, а правою рукою тягнеться до Купідона, який натягує тятиву лука; на гіллі дерева поруч висять геральдичні щити. Один із відбитків цієї гравюри зберігається в Британському музеї в Лондоні.
На бухарестській версії, датованою самим автором 1520 роком, Венера з Амуром зображені на тлі пейзажу та драпування. Богиня, в тонкій, прозорій, майже невидимій вуалі-покривалі до стегон, стоїть у контрапості, її права стопа перпендикулярна лівій. На шиї богині — хрест. Це може значити, що, на думку митця, відносини між християнською доброчесністю й чуттєвим коханням не обов'язково мають бути поганими та напруженими. Купідон тримає лук правою рукою, а в лівій за спиною ховає стрілу від погляду матері.
Нижче наведений список версій картини авторства Лукаса Кранаха Старшого, його майстерні та послідовників митця.

### Версії Лукаса Кранаха Старшого
| Назва              | Час створення | Техніка           | Розміри           | Місцезнаходження                                              | Зображення |
| ------------------ | ------------- | ----------------- | ----------------- | ------------------------------------------------------------- | ---------- |
| «Венера й Купідон» | бл. 1508—1509 | Гравюра на папері | 28 × 19 см        | Британський музей, Лондон, Велика Британія                    |            |
| «Венера й Амур»    | 1509          | Полотно, олія     | 213 × 102 см      | Ермітаж, Санкт-Петербург, Росія                               |            |
| «Венера й Амур»    | бл. 1518—1520 | Дерево, олія      | 101,5 × 37,5 см   | Художній музей Принстонського університету, Принстон, США     |            |
| «Венера й Купідон» | 1520          | Дерево, олія      | 104 × 57 см       | Національний музей мистецтв Румунії, Бухарест, Румунія        |            |
| «Венера й Купідон» | бл. 1520—1525 | Дерево, олія      | 90 × 49,5 см      | Національний музей Швеції, Стокгольм, Швеція                  |            |
| «Венера й Купідон» | бл. 1525      | Дерево, олія      | 39 × 26 см        | Художня галерея Комптон-Верні, Комптон-Верні, Велика Британія |            |
| «Венера й Купідон» | бл. 1525—1927 | Дерево, олія      | 12,1 см (діаметр) | Музей мистецтва Метрополітен, Нью-Йорк, США                   |            |
| «Венера й Купідон» | бл. 1530      | Дерево, олія      | 126,7 x 62 см     | Берлінська картинна галерея, Берлін, Німеччина                |            |
| «Венера й Амур»    | бл. 1526—1537 |                   |                   | Приватне зібрання                                             |            |
| «Венера й Купідон» | бл. 1537      | Дерево, олія      | 38,1 × 27 см      | Національна галерея Шотландії, Единбург, Велика Британія      |            |

### Версії учнів та послідовників Лукаса Кранаха Старшого
| Автор та назва                                                                      | Час створення    | Техніка                 | Розміри        | Місцезнаходження                                      | Зображення |
| ----------------------------------------------------------------------------------- | ---------------- | ----------------------- | -------------- | ----------------------------------------------------- | ---------- |
| Майстерня Лукаса Кранаха Старшого. «Венера й Купідон»                               | 1526             |                         |                | Музей Бауцена, Бауцен, Німеччина                      |            |
| Невідомий послідовник Лукаса Кранаха Старшого. «Венера з Купідоном»                 | бл. 1600         | Полотно на дереві, олія |                | Державний музей Нижньої Саксонії, Ганновер, Німеччина |            |
| Генріх Болландт (раніше приписувалася Лукасу Кранаху Молодшому). «Венера й Купідон» | прибл. 1620—1630 | Дерево, олія            | 196 × 89 см    | Стара пінакотека, Мюнхен, Німеччина                   |            |
| Невідомий послідовник Лукаса Кранаха Старшого. «Венера й Купідон»                   | прибл. 1600—1699 |                         |                | Класичний фонд Веймара, Веймар, Німеччина             |            |
| Невідомий послідовник Лукаса Кранаха Старшого. «Венера й Купідон»                   | прибл. 1600—1699 | Дерево, олія            | 36,5 × 26,5 см | Приватне зібрання                                     |            |